# TNK (azienda)
TNK (ティー・エヌ・ケー?, Tii Enu Kee) è uno studio di animazione che ha la sua sede centrale a Nerima, presso Tōkyō. Annovera diverse produzioni, fra cui le più famose sono Kannazuki no miko,  I My Me! Strawberry Eggs e High School DxD.

## Produzioni
| Titolo                                                                 | Tipo     | Anno            |
| ---------------------------------------------------------------------- | -------- | --------------- |
| Hand Maid May                                                          | serie TV | 2000            |
| I My Me! Strawberry Eggs                                               | serie TV | 2001            |
| Mahō shōjo neko Taruto                                                 | serie TV | 2001            |
| UFO Princess Valkyrie                                                  | serie TV | 2002            |
| G-On Riders                                                            | serie TV | 2002            |
| Cosplay Complex                                                        | OAV      | 2002            |
| L/R: Licensed by Royalty                                               | serie TV | 2003            |
| Wandaba Style                                                          | serie TV | 2003            |
| UFO Princess Valkyrie 2: Jūnigatsu no yasōkyoku                        | serie TV | 2003            |
| Cosplay Complex: Extra Identification                                  | OAV      | 2004            |
| Kannazuki no miko                                                      | serie TV | 2004            |
| Papa to Kiss in the Dark                                               | OAV      | 2005            |
| My Santa                                                               | OAV      | 2005            |
| Rakugo tennyo Oyui                                                     | serie TV | 2006            |
| Lovedol: Lovely Idol                                                   | serie TV | 2006            |
| Kyōshirō to towa no sora                                               | serie TV | 2007            |
| School Days                                                            | serie TV | 2007            |
| School Days: Valentine Days                                            | OAV      | 2008            |
| School Days: Magical Heart Kokoro-chan                                 | OAV      | 2008            |
| Akaneiro ni somaru saka                                                | serie TV | 2008            |
| Ikki Tōsen: Xtreme Xecutor                                             | serie TV | 2010            |
| Busō Shinki                                                            | ONA      | 2011            |
| High School DxD                                                        | serie TV | 2012            |
| High School DxD                                                        | OAV      | 2012-2013, 2015 |
| High School DxD New                                                    | serie TV | 2013            |
| Kenzen Robo Daimidaler                                                 | serie TV | 2014            |
| Bladedance of Elementalers                                             | serie TV | 2014            |
| High School DxD BorN                                                   | serie TV | 2015            |
| Zutto mae kara suki deshita                                            | film     | 2016            |
| Suki ni naru sono shunkan o                                            | film     | 2016            |
| Seven Mortal Sins                                                      | serie TV | 2017            |
| Dorei-ku The Animation                                                 | serie TV | 2018            |
| Senran Kagura: Shinovi Master                                          | serie TV | 2018            |
| Kandagawa Jet Girls                                                    | serie TV | 2019-2020       |
| Redo of Healer                                                         | serie TV | 2021            |
| Futoku no Guild                                                        | serie TV | 2022            |
| VTuber Legend: How I Went Viral after Forgetting to Turn Off My Stream | serie TV | 2024            |